# Symplocos wikstroemiifolia
Symplocos wikstroemiifolia är en tvåhjärtbladig växtart som beskrevs av Bunzo Hayata. Symplocos wikstroemiifolia ingår i släktet Symplocos och familjen Symplocaceae. Inga underarter finns listade i Catalogue of Life.